# Gerard van Velde
Gerard Pieter Hendrik van Velde (Wapenveld, 30 november 1971) is een voormalig Nederlands langebaanschaatser, gespecialiseerd in de sprintafstanden 500 en 1000 meter.

## Schaatscarrière
Aanvankelijk werd Van Velde door verslaggevers van Studio Sport betiteld als de "Wereldkampioen van de rechte baan". Snelheid maken op de rechte stukken ging Van Velde goed af, terwijl de bochten hem steeds opbraken. Mede daardoor ging begin jaren 90 een olympische medaille net aan zijn neus voorbij.

### Albertville 1992
Hoewel Van Velde op de 1000 meter slechts 0,08 s achter de winnaar (de onbekende Olaf Zinke) eindigde, werd hij hiermee slechts vierde.

### Lillehammer 1994
Als Nederlands beste sprinter tijdens een groot deel van de jaren negentig nam Van Velde in 1994 deel aan zijn tweede Olympische Spelen. De beste van Nederland zijn bleek bij lange na niet genoeg om veel potten te kunnen breken. Gerard werd 9e op de 1000 meter en 21e op de 500m.

### 1997-1999
Waar Van Velde om zich heen collega's zag floreren op de klapschaats wist hij zelf geen potten te breken. Van Velde wist zich niet te plaatsen voor de Olympische Winterspelen van Nagano in 1998. Op het WK afstanden van datzelfde jaar hinderde hij de Noor Roger Strom en besloot hij zijn carrière. In oktober 1998 ging hij in op de uitnodiging van Henk Angenent om een marathon te rijden in Deventer, maar wist hij niet uit te rijden. 

### 1999-2002
Van Velde had zijn schaatsen al bijna aan de wilgen gehangen toen Rintje Ritsma hem vroeg als trainingsmaatje bij Team Sanex. Na een moeilijke start op de klapschaats wist hij uiteindelijk zijn oude topvorm weer te bereiken. Hij wist in de bocht zijn heup te houden en de lijn te volgen met hulp van Geert Kuiper. En met nieuwe schaatsen.
Tijdens de Olympische Winterspelen in Salt Lake City werd hij vierde op de 500 meter. Het predicaat "eeuwige vierde" werd hem al bijna opgespeld, maar enkele dagen later won hij goud op de 1000 meter in een destijds ongelooflijke tijd van 1.07.18, een nieuw wereldrecord

### Seizoen 2004/2005
Op 31 december 2004 wordt Gerard van Velde Nederlands kampioen sprint 2005 in Groningen. Een bijzondere prestatie aangezien zijn deelname aan het toernooi onzeker was geweest door een ontsteking in de liesstreek. Zijn overwinning wordt echter enigszins overschaduwd door valpartijen van medefavorieten Erben Wennemars en Beorn Nijenhuis. Met deze overwinning werd Van Velde voor de zesde maal Nederlands kampioen sprint, hetgeen een record is dat hij sinds 2008 deelt met Jan Bos en sinds 2013 ook met Stefan Groothuis. Van Velde won het Nederlands sprint-kampioenschap in 1992, 1993, 1995, 1996, 2002 en 2005. Tijdens het WK Sprint kwam Van Velde hard ten val. Hij was zichtbaar gewond aan zijn hoofd en er kwam bloed door zijn schaatspak. Hij hield er slechts een lichte hersenschudding aan over.

### Seizoen 2005/2006
Op 28 december 2005 eindigt Van Velde tijdens het Nederlands kampioenschap afstanden in Heerenveen op de 500 meter als gedeeld vierde samen met Jacques de Koning. Van Velde die tijdens dit kwalificatietoernooi voor de Olympische Winterspelen 2006 genomineerd was moest bij de eerste drie eindigen om zeker van kwalificatie te zijn. Hij wist zich echter niet te plaatsen, en kon zijn olympische titel in Turijn niet verdedigen.

### Seizoen 2006/2007
Op 21 maart 2006 werd bekendgemaakt dat Van Velde's contract bij de TVM-ploeg niet verlengd werd. Onderhandelingen met Jac Orie van de DSB-ploeg liepen op niets uit. Zonder sponsor begon Van Velde aan het seizoen en finishte tijdens de NK Afstanden 2007 als 4e op de 500 meter en als 9e op de 1000 meter. Rintje Ritsma begon ook zonder sponsor aan het seizoen en had aan zijn marathonavontuur in oktober een sponsor overgehouden, namelijk BlauweStad.nl. Ritsma benaderde zijn oude trainingsmaat Van Velde om bij zijn ploeg aan te sluiten en sinds november schaatsten ze beide voor deze schaatsploeg. In het seizoen dat volgde, reed Van Velde alleen de 500 meter tijdens de Wereldbekerwedstrijden. Hij wist zich ook te plaatsen voor het WK sprint. Tijdens zijn tweede 500 meter week hij echter te veel uit naar de buitenbaan waardoor een diskwalificatie op de derde afstand gegeven werd.

### Seizoen 2007/2008
In het seizoen 2007/2008 wist Van Velde zich niet te plaatsen voor internationale wedstrijden. Na het mislopen van het WK Sprint in Thialf, door een teleurstellend NK Sprint, besloot hij een punt te zetten achter zijn schaatscarrière.
Dit maakte hij op 19 januari 2008 bekend tijdens het WK Sprint. Daar kreeg Van Velde uit handen van de KNSB de gouden speld uitgereikt.

## Trainer
Voor de aanvang van seizoen 2008/2009 heeft Van Velde een regionale sprintploeg opgezet. In de ploeg zitten de broers Ronald en Michel Mulder en Freddy Wennemars. Net als zijn sprintploeg nam hij op 14 februari 2009 ook zelf deel aan het NK Supersprint in Enschede. Daar wist Michel Mulder door tweemaal een 100 en 300 meter beslag te leggen op de tweede plek, achter de supersprintkampioen Jan Smeekens. Van Velde eindigde als zesde.
Met ingang van seizoen 2009/2010 maakt Van Velde samen met zijn sprintploeg deel uit van de toenmalige APPM-formatie. Op 4 december 2009 reed zijn pupil Ronald Mulder tijdens de wereldbekerwedstrijden in Calgary zijn nationale record op de 500 meter met 7 honderdste uit de boeken: 34,52. Op 22 januari 2011 ontving Van Velde uit handen van Arie Koops het trainersdiploma 4 en is daarmee de eerste coach die dankzij een speciale verkorte cursus een diploma ontvangt. Met ingang van seizoen 2019/2020 begeleidt Van Velde voor het eerst in zijn trainersloopbaan vrouwelijke schaatsers met de komst van Jutta Leerdam en Michelle de Jong naar Team Reggeborgh.

## Records

### Persoonlijk records
| Afstand    | Tijd    | Datum             | Baan           |
| ---------- | ------- | ----------------- | -------------- |
| 100 meter  | 9,74    | 10 januari 2001   | Salt Lake City |
| 300 meter  | 22,83   | 15 november 2003  | Heerenveen     |
| 500 meter  | 34,59   | 6 december 2003   | Calgary        |
| 1000 meter | 1.07,18 | 16 februari 2002  | Salt Lake City |
| 1500 meter | 1.48,53 | 26 september 2004 | Calgary        |
| 3000 meter | 4.02,18 | 30 november 1997  | Calgary        |

### Wereldrecords
| Nr. | Afstand    | Tijd    | Datum            | Baan           |
| --- | ---------- | ------- | ---------------- | -------------- |
| 1.  | 1000 meter | 1.07,18 | 16 februari 2002 | Salt Lake City |

### Nederlandse records
| Nr. | Afstand    | Tijd    | Datum            | Baan           |
| --- | ---------- | ------- | ---------------- | -------------- |
| 1.  | 1000 meter | 1.13,10 | 29 januari 1994  | Calgary        |
| 2.  | 500 meter  | 36,48   | 12 februari 1995 | Calgary        |
| 3.  | 1000 meter | 1.12,91 | 17 maart 1995    | Calgary        |
| 4.  | 1000 meter | 1.12,50 | 18 maart 1995    | Calgary        |
| 5.  | 1000 meter | 1.12,36 | 3 maart 1996     | Calgary        |
| 6.  | 1000 meter | 1.12,33 | 4 januari 1997   | Calgary        |
| 7.  | 100 meter  | 9,74    | 10 januari 2001  | Salt Lake City |
| 8.  | 500 meter  | 34,72   | 11 februari 2002 | Salt Lake City |
| 9.  | 1000 meter | 1.07,18 | 16 februari 2002 | Salt Lake City |
| 10. | 500 meter  | 34,68   | 18 januari 2003  | Calgary        |
| 11. | 500 meter  | 34,61   | 19 januari 2003  | Calgary        |
| 12. | 500 meter  | 34,59   | 6 december 2003  | Calgary        |

### Kampioenschapsrecords
| Kampioenschap     | Afstand    | Tijd    | Datum            | Baan           |
| ----------------- | ---------- | ------- | ---------------- | -------------- |
| Olympische Spelen | 1000 meter | 1.07,18 | 16 februari 2002 | Salt Lake City |

N.B.: Alleen de huidige kampioenschapsrecords zijn vermeld.

### Samenvatting van het verloop van de olympische 1000 meter race
Titelverdediger Ids Postma reed in de derde rit al een nieuw olympisch record: 1.09,15. Vlak voor de 'dweil' leek de Canadees Patrick Bouchard Postma's olympisch record te gaan verbeteren. Maar Bouchard reed een relatief langzame laatste ronde en was met 1.09,21 net iets langzamer dan Postma. De Fries mocht zich de hele dweilpauze klassementsleider en houder van het olympisch record noemen. Maar Postma was realistisch en zei te verwachten dat er "genoeg" sneller zouden gaan.
Gerard van Velde trof Sergej Klevtsjenja die in eerste instantie goed bijbleef. Van Velde opende met 16,33 zelfs iets langzamer dan de Rus (16,19). Na een perfecte bocht kwam de 'laagvliegende' Van Velde over de 600 meter-passage na een nog nooit vertoond rondje van 24,67 seconden. Ook de slotronde voltooide de schaatsheld vlekkeloos: 26,18. "Ik reed in een trance", verklaarde Van Velde na zijn gouden race. Toen hij uit zijn roes kwam en naar het uitslagenbord keek, aanschouwde hij z'n 'onmogelijke' nieuwe wereldrecord: 1.07,18. "Ik kon het niet geloven. Ik heb hier geen woorden voor".
De overwinning van Van Velde kon allesbehalve nipt genoemd worden. Nadat hij zijn tijd op de borden had gereden, kwam niemand zelfs ook maar in de buurt. Dichterbij dan zilveren-medaillewinnaar Jan Bos kwam niemand. Bos, die tegen de Amerikaan Casey FitzRandolph uitkwam, reed eveneens een zeer sterke 1000 meter. Met 1.07,53 bleef hij niet alleen ook onder het oude wereldrecord, hij troefde bovendien 500 meter-winnaar FitzRandolph af die binnenkwam in 1.08,15.

### Het record verbroken
Dit werd lange tijd gezien als het laatste van de toen geldende wereldrecords dat ooit verbroken zou worden. Ruim 3 jaar later tijdens de World Cup in Salt Lake City werden echter vele wereldrecords gebroken en uiteindelijk ook de onaantastbaar geachte tijd van Van Velde. Op 20 november 2005 scherpte Shani Davis de toptijd met 0.15 seconden aan tot 1.07.03.
Helemaal onverwacht was dit wellicht toch niet aangezien Joji Kato al een dag eerder het laatste record ouder dan dat van Van Velde (die van de 500m) uit de boeken reed.
Nadat Davis en Pekka Koskela sneller gingen dan Van Velde bleef de 1.07,18 nog wel het Nederlandse record op de 1000m. Tot 16 maart 2008 ook dit Van Velde afgenomen werd. Beorn Nijenhuis reed aan het einde van het seizoen tijdens de Oval finale in Calgary een tijd van 1.07,07.

## Resultaten
| Jaar | NK Afstanden                | NK Sprint | Olympische Spelen | WK Afstanden      | WK Sprint | Wereldbeker                |
| ---- | --------------------------- | --------- | ----------------- | ----------------- | --------- | -------------------------- |
| 1990 | 16e 500m 17e 1000m          | 8e        |                   |                   |           |                            |
| 1991 | 500m · 1000m · 10e 1500m    |           |                   |                   | 15e       |                            |
| 1992 | 500m · 4e 1000m             | Goud      | 5e 500m 4e 1000m  |                   | 6e        |                            |
| 1993 | 500m · 1000m                | Goud      |                   |                   | 11e       |                            |
| 1994 | 500m · 1000m · 12e 1500m    | 13e       | 21e 500m 9e 1000m |                   | 30e       |                            |
| 1995 | 500m · 1000m                | Goud      |                   |                   | 10e       |                            |
| 1996 | 500m · 1000m                | Goud      |                   | 10e 500m 4e 1000m | 33e       | 13e 500m · 1000m           |
| 1997 |                             | Zilver    |                   | 18e 500m 6e 1000m | 11e       | 15e 500m 6e 1000m          |
| 1998 | 4e 500m 7e 1000m            | 6e        | -                 | NS2 500m          | -         | 44e 500m 23e 1000m         |
| 1999 |                             |           |                   | -                 |           |                            |
| 2000 | 500m · 5e 1000m             | Brons     |                   | 19e 500m          | 20e       | 32e 500m 37e 1000m         |
| 2001 | 7e 500m 12e 1000m 19e 1500m | Zilver    |                   | 11e 500m 5e 500m  | 7e        | 19e 500m 14e 1000m         |
| 2002 | 500m · 1000m · 7e 1500m     | Goud      | 4e 500m · 1000m   |                   | 4e        | 5e 500m 9e 1000m           |
| 2003 | 500m · 1000m · 8e 1500m     | val       |                   | 4e 500m · 1000m   | Zilver    | 4e 500m · 1000m            |
| 2004 | 500m · 1000m                | Zilver    |                   | 8e 500m NF 1000m  | 4e        | 27e 100m · 7e 500m · 1000m |
| 2005 | 500m · 6e 1000m · 14e 1500m | Goud      |                   | 10e 500m          | val       | 11e 500m · 1000m           |
| 2006 | 5e 500m 6e 1000m            | Zilver    | -                 |                   | 6e        | 9e 500m 7e 1000m           |
| 2007 | 4e 500m 9e 1000m            | 4e        |                   |                   | DQ3       | 15e 500m                   |
| 2008 | -                           | 10e       |                   |                   |           |                            |

- = geen deelname
DQ3 = gediskwalificeerd op de derde afstand
NF = niet gefinisht
NS2 = niet gestart op de tweede afstand

### Medaillespiegel
| Kampioenschap     | Goud | Zilver | Brons |
| ----------------- | ---- | ------ | ----- |
| NK Afstanden      | 12   | 5      | 3     |
| NK Sprint         | 6    | 4      | 1     |
| Olympische Spelen | 1    | 0      | 0     |
| WK Afstanden      | 0    | 1      | 0     |
| WK Sprint         | 0    | 1      | 0     |

Team Reggeborgh
Jenning de Boo · Marcel Bosker · Janno Botman · Wesly Dijs · Marrit Fledderus · Louis Hollaar · Femke Kok · Kjeld Nuis · Hein Otterspeer · Tim Prins · Antoinette Rijpma-de Jong · Patrick Roest · Mats Siemons · Remo Slotegraaf · Stefan Westenbroek
Coaches: Gerard van Velde · Dennis van der Gun · Robin Derks
1976: Peter Mueller ·
1980: Eric Heiden ·
1984: Gaétan Boucher ·
1988: Nikolaj Goeljajev ·
1992: Olaf Zinke ·
1994: Dan Jansen ·
1998: Ids Postma ·
2002: Gerard van Velde ·
2006: Shani Davis ·
2010: Shani Davis ·
2014: Stefan Groothuis ·
2018: Kjeld Nuis ·
2022: Thomas Krol